# Violacéine
La violacéine est un pigment naturel à double groupe indole qui possède des propriétés antibiotiques (anti-bactériennes, antifongiques et anti-tumeurs),,. La violacéine se retrouve chez plusieurs espèces de bactéries et est responsable de leur teinte violette bien distincte. Ce pigment suggère des utilisations commerciales intéressantes, en particulier pour les applications industrielles en cosmétiques, médicaments et tissus.

## Biosynthèse
La violacéine est formée par la condensation enzymatique de deux molécules de tryptophane, ce qui requiert l'action de cinq protéines. Les gènes requis pour sa production, dénommés vioA, vioB, vioC, vioD et vioE, et les mécanismes régulatoires employés sont étudiés chez un petit nombre de souches productrices de violacéine.

## Activité antibiotique
La violacéine est connue pour avoir diverses activités biologiques, dont le fait d'être un agent cytotoxique anticancer et d'avoir une action antibactérienne contre Staphylococcus aureus et d'autres pathogènes à Gram positif,,,. Déterminer les rôles biologiques de cette molécule pigmentée a représenté un intérêt particulier pour les chercheurs, et le fait d'essayer de comprendre la fonction de la violacéine et son mécanisme d'action s'avère pertinent pour développer des applications potentielles. La production commerciale de violacéine et de composés apparentés s'est révélée difficile, et donc améliorer les rendements de fermentation produisant de la violacéine fait l'objet de la recherche actuelle en génie génétique et en biologie de synthèse.